# Fresnoy-Folny
Fresnoy-Folny é uma comuna francesa na região administrativa da Normandia, no departamento de Sena Marítimo. Estende-se por uma área de 13,26 km². Em 2010 a comuna tinha 693 habitantes (densidade: 52,3 hab./km²).